# Dhafer Youssef
Pour les articles homonymes, voir Youssef.
 (novembre 2022).
Si vous disposez d'ouvrages ou d'articles de référence ou si vous connaissez des sites web de qualité traitant du thème abordé ici, merci de compléter l'article en donnant les références utiles à sa vérifiabilité et en les liant à la section « Notes et références ».
Dhafer Youssef (arabe : ظافر يوسف), de son nom complet Dhafer bin Youssef bin Tahar Maarref, né le 19 novembre 1967 à Monastir, est un compositeur, chanteur et oudiste tunisien.
Il entame sa carrière musicale dès l'âge de dix ans en chantant à l'occasion de mariages dans son village natal. Remarqué pour la qualité de sa voix, il acquiert une certaine notoriété au niveau local et se voit invité plusieurs fois sur Radio Monastir.
Il s'installe à Vienne (Autriche) en 1989 pour étudier la musicologie. Dans cette ville, il découvre le Jazz en fréquentant le club Porgy & Bess (de).  
Sa musique est nourrie de traditions soufies, de lyrisme arabe, d'influences multiculturelles et d'une instrumentation puisée dans le jazz et l'improvisation. Cette influence s'est faite sentir depuis son premier opus où il joue dans son propre groupe baptisé Ziryab, du nom du célèbre musicien andalou, puis dans son deuxième trois-titres (1996) où il s'illustre par sa vocalisation, notamment sur le morceau El Hobb el Hindi (L'Amour indien), ainsi que dans un album composé pour une pièce de théâtre à Vienne ; on en retiendra notamment le titre Galbi ala Galbak, un hymne à sa mère.
Parmi ses collaborations notables figurent des duos avec Tigran Hamasyan, Herbie Hancock, Marcus Miller, Dave Holland, Vinnie Colaiuta, Nguyên Lê, Paolo Fresu et Bugge Wesseltoft.

## Discographie
- 1996 : Musafer
- 1998 : Malak (Enja ENJ-9367 2)
- 2001 : Electric Sufi (Enja ENJ-9412 2)
- 2003 : Digital Prophecy (Enja ENJ-9439 2)
- 2006 : Divine Shadows (Jazzland Records)
- 2007 : Glow (Material Records)
- 2010 : Abu Nawas Rhapsody (Jazzland Records)
- 2013 : Birds Requiem (Okeh Records)
- 2016 : Diwan of Beauty and Odd (Okeh Records)
- 2018 : Sounds of Mirrors (Anteprima[7])
- 2023 : Street of Minarets (Back Beat Edition)[8]